# 11 Batalion Remontowy
11 Batalion Remontowy (11 brem) – jednostka wojskowa dyslokowana w Żaganiu.

## Historia batalionu
Batalion został sformowany 1 lipca 1967 roku w Żaganiu, w koszarach przy ulicy Żarskiej, w składzie 11 Drezdeńskiej Dywizji Pancernej. 
Jednostka powstała z połączenia trzech samodzielnych pododdziałów 11 Drezdeńskiej Dywizji Pancernej:
- 10 Ruchomych Warsztatów Naprawy Czołgów (JW 1304[1]),
- 11 Dywizyjnych Warsztatów Uzbrojenia (JW 1800),
- 12 Ruchomych Warsztatów Naprawy Samochodów (JW 2100).

W 1990 jednostka została włączona w skład 11 Dywizji Zmechanizowanej, która dwa lata później została przemianowana na 11 Dywizję Kawalerii Pancernej. 
12 września 1995 Prezydent RP Lech Wałęsa nadał batalionowi sztandar ufundowany przez Społeczeństwa Żagania i Iłowej. Tego samego dnia na Placu generała Stanisława Maczka w Żaganiu, Szef Szkolenia - Zastępca Dowódcy Śląskiego Okręgu Wojskowego gen. bryg. Aleksander Topczak wręczył sztandar dowódcy batalionu mjr. Zdzisławowi Goździejewskiemu.
W związku z reorganizacją logistyki w Siłach Zbrojnych RP, 1 lipca 2011 w Żaganiu Dowódca 11 Dywizji Kawalerii Pancernej gen. dyw. Mirosław Różański przekazał, a Komendant 4 Regionalnej Bazy Logistycznej płk Marian Sękowski przyjął w podporządkowanie 11 batalion remontowy.
1 lipca 2013 batalion ponownie zmienił podporządkowanie, wchodząc w skład 10 Opolskiej Brygady Logistycznej.
11 marca 2015 podczas odprawy kierowniczej kadry Ministerstwa Obrony Narodowej i Sił Zbrojnych RP w centrum konferencyjnym Stadionu Narodowego, dowódca 11 batalionu remontowego ppłk Zbigniew Łukasiewicz odebrał akt nadania batalionowi tytułu honorowego „Przodujący Oddział Wojska Polskiego” za uzyskanie najlepszych wyników w działalności służbowej w 2014 roku, w istotnym stopniu wpływających na zwiększenie zdolności i gotowości bojowej Sił Zbrojnych oraz umacnianie obronności Rzeczypospolitej Polskiej.
10 grudnia 2018 odbyło się uroczyste przekazanie batalionu w skład 11 Dywizji Kawalerii Pancernej.
31 grudnia 2023 rozformowano jednostkę. Na bazie batalionu sformowano 11 Pułk Logistyczny.

## Struktura organizacyjna
- dowództwo
- sztab
  - sekcja personalna S-1
  - sekcja operacyjna S-3
  - sekcja logistyki S-4
- sekcja wychowawcza
- pion ochrony informacji niejawnych
- pluton dowodzenia
- sekcja kontroli technicznej
- kompania remontu pojazdów gąsienicowych
- kompania remontu pojazdów kołowych
- kompania remontu uzbrojenia
- kompania remontowa
- kompania ewakuacyjna
- pluton robót specjalnych
- pluton logistyczny
- zespół zabezpieczenia medycznego

## Dowódcy jednostki[3]
- mjr Bohdan Filutowski (1967-1980)
- ppłk Stanisław Czajkowski (1980-1992)
- mjr Zdzisław Goździejewski (1992-1996)
- ppłk Dariusz Gnatowicz (1996-2006)
- ppłk Marek Laskowski (2006-2012)
- ppłk Zbigniew Łukasiewicz (2012-2016)
- cz.p.o. mjr Zdzisław Kubisztal (2016-2017)
- ppłk Ireneusz Maślanka (2017-2020)
- ppłk Zdzisław Kubisztal (2020-2023)

## Podporządkowanie
- 1 lipca 1967 - 30 czerwca 2011 - 11 Dywizja Kawalerii Pancernej
- 1 lipca 2011 - 30 czerwca 2013 - 4 Regionalna Baza Logistyczna
- 1 lipca 2013 - 9 grudnia 2018 - 10 Opolska Brygada Logistyczna
- 10 grudnia 2018 - 31 grudnia 2023 - 11 Dywizja Kawalerii Pancernej